# U.S. Post Office Millbury Main
Das U.S. Post Office Millbury Main ist ein historisches Gebäude des heutigen United States Postal Service (bis 1971 United States Post Office Department) in Millbury, Massachusetts. Nur einen Block von der Hauptkreuzung der Elm und Main Street entfernt gelegen, ist das Postamt von Millbury eines der markanteren Wahrzeichen der Stadt. Es dient als Treffpunkt der Gemeinde und befindet sich direkt neben dem Geschäfts- und Handelsviertel, eingebettet in eine Umgebung aus kommunalen Gebäuden und drei historischen Wohnhäusern.

## Beschreibung
Das vollunterkellerte Gebäude bietet rund 370 Quadratmeter Nutzfläche und wurde aus Mauerwerk auf einem Betonfundament errichtet. Obwohl der Grundriss dem anderer Postämter in der Umgebung ähnelt, setzt das Design des Eingangsbereichs mit seiner auffälligen Dachvariation und dem Einsatz tiefer, länglicher Pfeiler ein markantes architektonisches Statement. Der ungewöhnliche Ansatz erzeugt eine neue Interpretation der sonst standardisierten Fassadengestaltung – eine schlichte, aber kraftvolle Aussage, untermauert durch das intensive Spiel aus starken Schattenlinien.
Das Postamt von Millbury verweist in seiner Gestaltung auf den Stil der Moderne, der einige Jahre zuvor mit seinen flachen Flächen, strengen Details und klar definierten geometrischen Formen populär wurde. Die ungewöhnliche Sockelgestaltung besteht vollständig aus senkrecht gestapelten Ziegeln, die ein durchgehendes Gesims tragen. Die restlichen Ziegelfassaden sind im sogenannten Common-bond-Verband gemauert und werden von einem schlichten, schmalen Gesims mit klarer, präziser Ausführung abgeschlossen, was die gestalterische Absicht und die übrigen Bauelemente wirkungsvoll ergänzt.
Breite Granitstufen führen hinauf zum Eingangsvorbau, der aus der Frontfassade hervorgezogen ist. An beiden Enden flankieren breite Ziegelpfeiler den Eingang, zwischen denen zwei schmalere, tiefe Kalksteinpfeiler stehen, die den Eingang in drei hohe Bereiche unterteilen. Diese architektonische Lösung erzeugt den Eindruck eines hervorgehobenen zentralen Kerns innerhalb der ansonsten eher flachen Fassade. Über dem Eingang thront ein goldener, geflügelter Adler, zentriert im Oberlicht, beleuchtet von der originalen, pendelnden Kupferlaterne – eine weitere dramatische Inszenierung des Eingangsbereichs.

## Historische Bedeutung
Millbury, der nördliche bzw. zweite Pfarrbezirk der bereits 1704 gegründeten Stadt Sutton, wurde im Jahr 1813 zu einer eigenständigen Stadt. Die industrielle Entwicklung Millburys verlief in drei Phasen. Von der Zeit der Revolution bis zum Krieg von 1812 begannen kleine, unabhängige Mühlen entlang der beiden Flüsse in der Nähe der Stadt zu arbeiten. Sie stellten Pulver und Papier her, gefolgt von den ersten Webstühlen in der Region und Drechselmühlen, von denen die von Asa Waters die bekannteste war.
Von diesem Zeitpunkt bis zum Ende des Sezessionskriegs im Jahr 1865 verpachtete die Stadt Wasserrechte an Entwickler und Mühlenbesitzer entlang der Flüsse. Mit der Eröffnung des Blackstone-Kanals im Jahr 1828 konnten die neuen Mühlen ihre Waren vergleichsweise einfach nach Providence und Worcester transportieren. In dieser Ära erwarb Asa Waters die Wasserrechte am Blackstone River, ließ seine Drehbank zur Gewehrherstellung patentieren und revolutionierte damit das Büchsenmacherhandwerk.
Bis zum Ende der 1860er Jahre hatten private Eigentümer die Wasserrechte übernommen. Mit dem Niedergang des Blackstone-Kanals im Jahr 1848 wurde die Providence and Worcester Railroad eingeführt, sodass der Transport von Import- und Exportgütern ohne Unterbrechung weiterwuchs. Die Herstellung von Textilien aus Baumwolle war das Rückgrat von Millburys dynamischer Wirtschaft. Diese wuchs weiter und erreichte ihren Höhepunkt zur Zeit des Ersten Weltkriegs, bevor sie während der Textilkrise Mitte der 1920er Jahre allmählich zurückging. Der Börsencrash von 1929 und das darauf folgende Jahrzehnt der Depression, das erst durch die materiellen Anforderungen des Zweiten Weltkriegs endete, waren für Millbury katastrophal. Zwar konnte die seit den frühen 1900er Jahren langsam zunehmende Diversifizierung der Industrie die Wirtschaft einigermaßen stabilisieren, doch schlossen ein Viertel der Mühlen, und 25 Prozent der Arbeitskräfte waren arbeitslos.
Im Jahr 1933, unter der neuen Roosevelt-Regierung, wurde James L. Ivory, ein prominenter örtlicher Demokrat, zum neuen Postmeister von Millbury ernannt und löste damit Henry Maxwell ab, der das Amt unter Präsident Harding erhalten hatte. Postmeister Ivory strebte sofort den Bau eines neuen, dauerhaften Postgebäudes für die Stadt an. Neben dem tatsächlichen Bedarf an größeren Räumlichkeiten sollte das Gebäude auch das Engagement der Regierung zur Bekämpfung der Arbeitslosigkeit demonstrieren und der Stadt in schwierigen Zeiten ein Symbol für Macht und Stabilität bieten.
Ivorys unermüdliche Bemühungen führten schließlich im Jahr 1939 zur Auswahl eines geeigneten Standorts direkt neben dem Asa Waters Mansion am westlichen Rand des Geschäftsviertels an der Elm Street. Der Bau des Postamts begann im selben Jahr und war das erste kommunale Bauprojekt seit der Errichtung der örtlichen Highschool im Jahr 1920. Die Cutler Construction Company aus Boston erhielt den Zuschlag für das Projekt und stellte örtliche Handwerker ein, was kurzfristige wirtschaftliche Entlastung durch neue Arbeitsplätze und Kapitalzufluss für die lokalen Händler brachte.
Das Gebäude der Moderne steht mit leichten Art-déco-Details im Kontrast zu den föderalen Wohnhäusern und den gotisch-romanischen Geschäftsgebäuden der Umgebung, ohne die früheren Baustile zu verdrängen oder zu stören. Dieser Designstil betonte die progressiven Programme der New-Deal-Ära, harmonierte jedoch durch die warme Ziegelfassade und das flach geneigte Walmdach mit dem Charakter der Nachbarschaft.